# Madison Ivy
Pour les articles homonymes, voir Ivy.
Madison Ivy, née le 14 juin 1989 à Dornach (Allemagne), est une mannequin de charme et actrice pornographique américaine. Son nom est inspiré de Poison Ivy, une héroïne des DC Comics.

## Biographie
Madison Ivy (Clorisa Briggs) est née en Allemagne, a grandi au Texas et a vécu à Sacramento, en Californie. Elle a été danseuse dans un club de striptease où elle a rencontré Aurora Snow qui lui a donné ses contacts pour entrer dans l'industrie vidéo pour adultes.
Elle a subi une chirurgie d'augmentation mammaire en décembre 2009 (32D, 550 cm3).
Elle annonce, le 26 janvier 2015, avoir subi un accident de voiture alors qu'elle était passagère. Fracture de la colonne vertébrale, déchirure abdominale, elle annonce pouvoir bouger ses pieds, mais être en convalescence pour plusieurs mois.
Elle est une grande fan de Dragon Ball Z, elle poste d'ailleurs beaucoup de photos à ce propos sur son compte Instagram.
Elle a fait son grand retour dans le porno le 23 juillet 2017, dans une video sur le site Brazzers accompagnée de Keiran Lee dans laquelle elle fait d'abord office d'avocate puis de stripteaseuse avant d'avouer sa réelle identité.

## Nominations
- 2009 : AVN Award – Best All-Girl Group Sex Scene – Not Bewitched XXX
- 2010 : AVN Award – Best All-Girl Group Sex Scene – Party of Feet

## Filmographie sélective
- 2008 : Not Bewitched XXX
- 2009 : Belladonna's Party of Feet 1
- 2010 : Belladonna's Heavy Petting
- 2011 : Gape Lovers 6
- 2012 : Girls Love Girls 4
- 2013 : Women Seeking Women 93
- 2014 : Ivy's Anal Addiction
- 2015 : Just Say No to Cock
- 2016 : Tasty Treats